# Regelia ciliata
Regelia ciliata är en myrtenväxtart som beskrevs av Johannes Conrad Schauer. Regelia ciliata ingår i släktet Regelia och familjen myrtenväxter. Inga underarter finns listade i Catalogue of Life.